# Vene Teater
Vene Teater (Ryska teatern) är en teater vid Frihetstorget i Tallinn. Den byggdes åren 1925–1926, och var ursprungligen en biograf. I teaterns källare finns en restaurang.